# Gerd Müller
Gerhard Müller (Nördlingen, Baviera, 3 de noviembre de 1945-Wolfratshausen, Baviera, 15 de agosto de 2021), conocido deportivamente como Gerd Müller, apodado «der Bomber der Nation» (el Bombardero de la Nación) y «Torpedo Müller», fue un futbolista alemán que jugaba como delantero centro. Es reconocido como uno de los mejores futbolistas de todos los tiempos. Es uno de los seis mayores goleadores de la historia del fútbol, tras anotar 735 goles y 106 asistencias, en partidos oficiales según FIFA y la RSSSF. Es el goleador histórico de la Bundesliga con 365 goles. En copas internacionales es uno de los máximos goleadores europeos, con 66 goles, anotados en 74 partidos.
Obtuvo la Bota de Oro de Europa en dos oportunidades —en 1970 con 38 goles y en 1972 con cuarenta goles—, la Bota de Oro en la Copa Mundial de Fútbol de 1970 con diez goles y el Balón de Oro al mejor jugador europeo en 1970. Además, fue el máximo goleador de la Eurocopa de 1972 con cuatro goles, siete veces goleador de la Bundesliga y cuatro veces goleador de la Copa de Europa.
Como jugador del FC Bayern de Múnich (1964 a 1979), Müller ganó cuatro campeonatos alemanes, la Copa DFB cuatro veces, la Copa Campeones de Europa tres veces, la Recopa de Europa una vez y la Copa Intercontinental una vez. Es el único jugador en la historia que ha marcado en una final de Copa de Europa de Clubes, en una final de Eurocopa y en una final del Mundial, habiendo ganado todas las finales en las que anotó.
A nivel internacional con la selección alemana, anotó 68 goles en 62 apariciones, además de ser campeón de Europa en la Eurocopa 1972 —anotando dos goles en la final, y ser campeón del Mundo en la Copa Mundial de Fútbol de 1974 —donde anotó el gol de la victoria en la final.
Müller mantuvo el récord de goles de todos los tiempos en la Copa del Mundo con 14 goles durante 32 años. En 1999, Müller ocupó el noveno lugar en la elección del Jugador Europeo del siglo XX realizada por la Federación Internacional de Historia y Estadística del Fútbol (IFFHS), y fue votado en el puesto 13 en la elección del Jugador Mundial del Siglo de la IFFHS. En 2004, Pelé nombró a Müller en la lista FIFA 100 de los mejores jugadores vivos del mundo.
En 1972, estableció el récord de mayor cantidad de goles marcados en un año natural, marcando 85. Este récord permaneció durante cuarenta años, superado por el argentino Lionel Messi con 91 goles en 2012.
Tras retirarse, trabajó desde 1992 hasta 2014 como segundo entrenador en el cuerpo técnico del segundo equipo del FC Bayern.

## Trayectoria como jugador

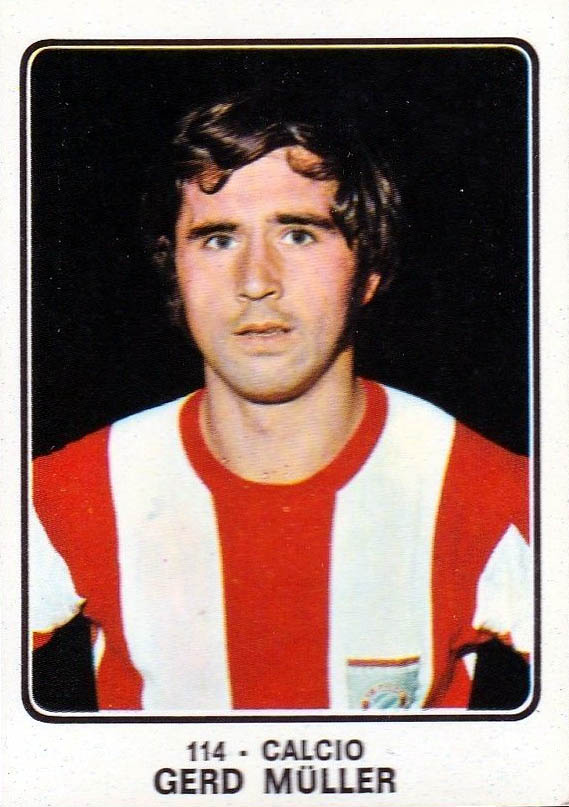
Gerd Müller (c. 1973) jugando para el Bayern de Múnich. Con 568 goles, es el máximo goleador del club.

Empezó su carrera en un club juvenil de su ciudad natal, el Turn- und Sportverein Nördlingen, no sin dificultades.
Su constitución baja y rechoncha para un delantero centro —1,76 m de altura y 75 kg de peso— junto con sus cortas piernas eran motivos de dudas y suspicacia para su entrenador. Pronto disipó todas duda debido a su impresionante fuerza y carácter ofensivo. En 1964, tras haber anotado 51 goles en apenas un año en regional, Müller fue contratado por el Fußball-Club Bayern. Allí estuvo acompañado de dos de sus veteranos jugadores más emblemáticos, Franz Beckenbauer y Sepp Maier. Con ellos los bávaros se convirtieron en el club más exitoso en la historia de la Regionalliga —zona sur—, en ese entonces un nivel por debajo de la Bundesliga, máxima categoría del fútbol alemán. En la temporada siguiente, el Bayern de Múnich ascendió e inició una larga sucesión de éxitos. Entre los múltiples títulos que cosechó Müller durante las décadas de 1960 y 1970, destacaron tres Copas de Europa consecutivas —actual Liga de Campeones— entre 1974 y 1976. Destacado anotador con unos números que no se veían desde hacía décadas, como los logrados por Josef Bican o Ferenc Puskás por citar algunos, se convirtió en uno de los delanteros más prolíficos de Europa y del considerado «fútbol moderno».
Durante su estancia en el club, Müller anotó la notable suma de 582 goles, de los cuales 66 fueron en sus 75 apariciones en las competiciones UEFA —34 de ellos en la Copa de Europa, donde en el momento de su retirada era su cuarto goleador histórico por detrás de Alfredo Di Stéfano, Eusébio da Silva y el ya mencionado Puskás—. En total marcó 621 goles oficiales a nivel de clubes —398 correspondientes a los distintos campeonatos alemanes—, el segundo máximo goleador de la historia del fútbol alemán tras Erwin Helmchen.
En 1979 emigró a la North American Soccer League (NASL), la Liga de fútbol de los Estados Unidos, para jugar en el Fort Lauderdale Strikers al lado de su compatriota Bernd Hölzenbein. En ella jugó tres temporadas en las que marcó un total de 40 goles en 80 partidos y en donde llegó a disputar la final de la temporada 1981, en la que su equipo cayó derrotado, y decidió poner fin a su carrera.
Según la Federación Internacional de Historia y Estadística de Fútbol, era el décimo máximo goleador en la historia de los torneos oficiales de Primera División o máxima categoría del mundo, con 405 goles en 507 partidos, sin bien dichos listados van variando y modificándose debido a la dificultad en muchos casos de ofrecer las cifras correctas ya que antiguamente no había un seguimiento tan exhaustivo de los datos. A fecha de 2021, ocupa el decimocuarto puesto entre los goleadores históricos de los campeonatos de Europa.

### Cualidades técnicas como jugador
Müller era un jugador inteligente, oportunista y devastador. Vivía en el área y tenía un impecable sentido de la colocación. Sus compañeros sabían que si centraban el balón al área Müller estaría allí. Demoledor en el juego aéreo, era tremendamente eficaz con los dos pies. Müller no era muy alto, era rechoncho y de aspecto no especialmente rápido. Pero tenía una aceleración letal en distancias cortas, un juego aéreo notable y un extraño instinto goleador. Sus piernas cortas le daban un curioso "centro de gravedad bajo", por lo que podía darse la vuelta rápidamente y con perfecto equilibrio en espacios pequeños a una velocidad que causaba que los defensores se cayeran y no pudieran quitarle la pelota. Si bien no era un gran regateador, con esta habilidad de tener arranques explosivos hacia el arco se sacaba fácilmente las marcas de encima él solo, fabricándose él mismo el espacio para anotar un gol. También tenía el don de marcar en situaciones de poca probabilidad de concreción. Sin duda, uno de los más grandes goleadores de la historia del fútbol.

## Selección nacional

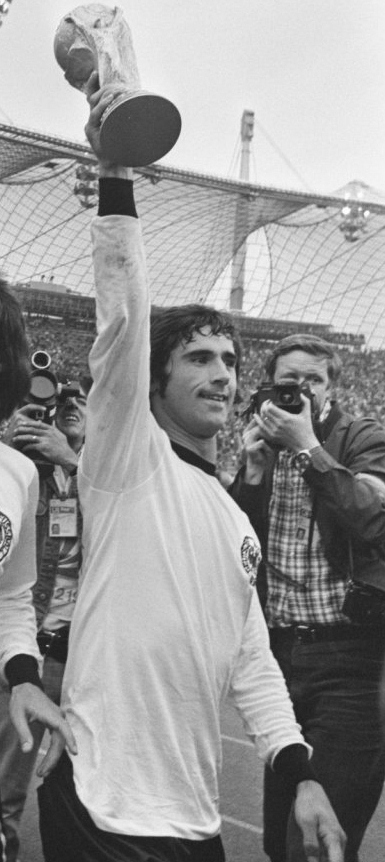
Müller alzando el trofeo de la Copa Mundial de Fútbol de 1974.

Müller fue internacional con la selección de fútbol de Alemania Federal, con la cual disputó los campeonatos mundiales de México 1970 y Alemania 1974. En 1970 mostró todas sus armas ofensivas y fue el goleador del torneo con la impresionante cifra de 10 goles en 6 partidos (3 a Bulgaria, 3 a Perú, 1 a Marruecos, 1 a Inglaterra y 2 a Italia en semifinales).
Logró el campeonato en 1974 coincidentemente en el estadio de Múnich (estadio en el que jugaba con el Bayern de Múnich) anotando 4 goles a lo largo del certamen y marcando el gol más importante de su carrera, el del título contra Holanda en la final. En la actualidad es el tercer máximo anotador de las Copas del Mundo con 14 goles (10 en 1970, y 4 en 1974), sólo detrás de Ronaldo (15 goles) y Miroslav Klose (16 goles).
Participó en la Eurocopa de 1972, saliendo campeón y con el título de goleador, con cuatro tantos, dos de ellos en la final contra la Unión Soviética y dos en la semifinal contra Bélgica. Es el segundo máximo goleador histórico de la selección alemana y posee el mejor promedio de gol internacional en el mundo, al anotar 68 goles en 62 partidos jugados, alcanzó un promedio de 1,09 gol por partido.

## Estadísticas

### Clubes
Datos actualizados a fin de carrera deportiva.
| T. S. V. Nördlingen      | 1962-63            | 5.ª                | 5   | 4   | —  | —  | Inaccesibles | Inaccesibles | 5   | 4   | 0.80 |
| T. S. V. Nördlingen      | 1963-64            | 6.ª                | 26  | 47  | —  | —  | Inaccesibles | Inaccesibles | 26  | 47  | 1.81 |
| F. C. Bayern II          | 1963-64            | 4.ª                | 3   | 2   | —  | —  | Inaccesibles | Inaccesibles | 3   | 2   | 0.67 |
| F. C. Bayern             | 1964-65            | 2.ª                | 26  | 33  | 6  | 6  | Inaccesibles | Inaccesibles | 32  | 39  | 1.22 |
| F. C. Bayern             | 1965-66            | 1.ª                | 33  | 14  | 6  | 1  | —            | —            | 39  | 16  | 0.38 |
| F. C. Bayern             | 1966-67            | 1.ª                | 32  | 28  | 4  | 7  | 3            | 4            | 48  | 47  | 0.96 |
| F. C. Bayern             | 1967-68            | 1.ª                | 34  | 20  | 4  | 4  | 2            | 2            | 48  | 32  | 0.67 |
| F. C. Bayern             | 1968-69            | 1.ª                | 30  | 30  | 5  | 7  | 7            | 9            | 35  | 37  | 1.06 |
| F. C. Bayern             | 1969-70            | 1.ª                | 33  | 38  | 3  | 4  | 13           | 12           | 38  | 42  | 1.11 |
| F. C. Bayern             | 1970-71            | 1.ª                | 32  | 22  | 7  | 10 | 8            | 7            | 47  | 39  | 0.83 |
| F. C. Bayern             | 1971-72            | 1.ª                | 34  | 40  | 6  | 5  | 8            | 5            | 48  | 50  | 1.04 |
| F. C. Bayern             | 1972-73            | 1.ª                | 33  | 36  | 10 | 19 | 6            | 11           | 49  | 72  | 1.73 |
| F. C. Bayern             | 1973-74            | 1.ª                | 34  | 30  | 4  | 5  | 10           | 8            | 48  | 54  | 0.90 |
| F. C. Bayern             | 1974-75            | 1.ª                | 33  | 23  | 3  | 2  | 7            | 5            | 43  | 30  | 0.70 |
| F. C. Bayern             | 1975-76            | 1.ª                | 22  | 23  | 6  | 7  | 7            | 5            | 35  | 35  | 1    |
| F. C. Bayern             | 1976-77            | 1.ª                | 25  | 28  | 4  | 11 | 8            | 9            | 37  | 48  | 1.30 |
| F. C. Bayern             | 1977-78            | 1.ª                | 33  | 24  | 3  | 4  | 6            | 4            | 42  | 32  | 0.76 |
| F. C. Bayern             | 1978-79            | 1.ª                | 19  | 9   | 2  | 4  | 6            | 5            | 27  | 18  | 0.67 |
| Total F. C. Bayern       | Total F. C. Bayern | Total F. C. Bayern | 453 | 398 | 73 | 96 | 85           | 74           | 611 | 568 | 0.93 |
| Fort Lauderdale Strikers | 1979               | 1.ª                | 27  | 19  | —  | —  | —            | —            | 27  | 19  | 0.70 |
| Fort Lauderdale Strikers | 1980               | 1.ª                | 36  | 16  | —  | —  | —            | —            | 36  | 16  | 0.44 |
| Fort Lauderdale Strikers | 1981               | 1.ª                | 17  | 5   | —  | —  | —            | —            | 17  | 5   | 0.29 |
| Total club               | Total club         | Total club         | 80  | 40  | 0  | 0  | 0            | 0            | 80  | 40  | 0.50 |
| Total carrera            | Total carrera      | Total carrera      | 567 | 491 | 73 | 96 | 85           | 74           | 691 | 608 | 0.88 |
| 1. 2. 3. 4.              |                    |                    |     |     |    |    |              |              |     |     |      |

### Selecciones
|                   | Partidos | Goles | Asistencias | Promedio |
| ----------------- | -------- | ----- | ----------- | -------- |
| Selección Alemana | 62       | 68    | 11          | 1.10     |

Total de Goles y Asistencias en toda su carrera 735 goles oficiales y 114 asistencias.

#### Goles en Copas del Mundo
| 1  | 3 de junio de 1970  | Estadio Nou Camp, León           | Marruecos    | 2-1 | 2-1 | México 1970   |
| 2  | 7 de junio de 1970  | Estadio Nou Camp, León           | Bulgaria     | 2-1 | 5-2 | México 1970   |
| 3  | 7 de junio de 1970  | Estadio Nou Camp, León           | Bulgaria     | 3-1 | 5-2 | México 1970   |
| 4  | 7 de junio de 1970  | Estadio Nou Camp, León           | Bulgaria     | 5-1 | 5-2 | México 1970   |
| 5  | 10 de junio de 1970 | Estadio Nou Camp, León           | Perú         | 1-0 | 3-1 | México 1970   |
| 6  | 10 de junio de 1970 | Estadio Nou Camp, León           | Perú         | 2-0 | 3-1 | México 1970   |
| 7  | 10 de junio de 1970 | Estadio Nou Camp, León           | Perú         | 3-0 | 3-1 | México 1970   |
| 8  | 14 de junio de 1970 | Estadio Nou Camp, León           | Inglaterra   | 3-2 | 3-2 | México 1970   |
| 9  | 17 de junio de 1970 | Estadio Azteca, Ciudad de México | Italia       | 1-2 | 4-3 | México 1970   |
| 10 | 17 de junio de 1970 | Estadio Azteca, Ciudad de México | Italia       | 3-3 | 4-3 | México 1970   |
| 11 | 18 de junio de 1974 | Volksparkstadion, Hamburgo       | Australia    | 0-3 | 0-3 | Alemania 1974 |
| 12 | 26 de junio de 1974 | Rheinstadion, Dusseldorf         | Yugoslavia   | 0-2 | 0-2 | Alemania 1974 |
| 13 | 3 de julio de 1974  | Waldstadion, Fráncfort           | Polonia      | 0-1 | 0-1 | Alemania 1974 |
| 14 | 7 de julio de 1974  | Olympiastadion, Múnich           | Países Bajos | 1-2 | 1-2 | Alemania 1974 |

#### Participaciones en fases finales
| Torneo        | Sede     | Resultado     | Part. | Goles | Asist. | Prom. |
| ------------- | -------- | ------------- | ----- | ----- | ------ | ----- |
| Mundial 1970  | México   | Tercer puesto | 6     | 10    | 3      | 1,66  |
| Eurocopa 1972 | Bélgica  | Campeón       | 2     | 4     | -      | 2     |
| Mundial 1974  | Alemania | Campeón       | 7     | 4     | 2      | 0,57  |
| Total         | Total    | Total         | 15    | 18    | 5      | 1.2   |

#### Participaciones en fases clasificatorias
| Clasif.               | Sede    | Resultado      | Pos.  | Part. | Goles | Prom. |
| --------------------- | ------- | -------------- | ----- | ----- | ----- | ----- |
| Clasif. Eurocopa 1968 | Italia  | No clasificado | 2.º   | 3     | 5     | 1,66  |
| Clasif. Mundial 1970  | México  | Clasificado    | 1.º   | 6     | 9     | 1,5   |
| Clasif. Eurocopa 1972 | Bélgica | Clasificado    | 1.º   | 7     | 7     | 1     |
| Total                 | Total   | Total          | Total | 16    | 21    | 1.31  |

### Los 1483 goles
Según los estudios de la RSSSF, que incluye los tantos marcados en partidos no oficiales, amistosos, liga amateur, categorías menores, máster y partidos benéficos, Muller alcanzó el siguiente récord:
| Equipo                   | Periodo   | Partidos | Goles | Prom. |
| Baviera                  | 1962/63   | 3        | 2     | 0.66  |
| TSV 1861 Nördlingen      | 1963/64   | 33       | 58    | 1.76  |
| Bayern Múnich            | 1964/79   | 1002     | 1257  | 1.25  |
| Combinado alemán         | 1966/73   | 2        | 2     | 1.0   |
| Selección Alemana        | 1966/74   | 71       | 89    | 1.25  |
| Selección de Europa/FIFA | 1971/73   | 5        | 2     | 0.40  |
| Fort Lauderdale Strikers | 1979/81   | 107      | 72    | 0.67  |
| Partidos béneficos       | 1962/81   | 3        | 1     | 0.33  |
| Total                    | 1962-1981 | 1226     | 1483  | 1.20  |

## Vida personal
Desde octubre de 2009 hasta su fallecimiento, había patrocinado el juego de fútbol en línea PerfectGoal.

## Últimos años y muerte
El 6 de octubre de 2015, su familia confirmó que sufría de la enfermedad de Alzheimer, información anunciada por el Bayern de Múnich. «Desgraciadamente Gerd Müller se encuentra gravemente enfermo desde hace mucho tiempo», informó el club a través de un comunicado. Müller está siendo tratado desde febrero y cuenta «con todo el apoyo de su familia profesional», añadió la entidad en la que pasó la mayor parte de su carrera.
El 3 de noviembre de 2015 cumplió setenta años, pero debido a la enfermedad no hubo ningún festejo oficial, ya que sus familiares pidieron «el respeto necesario» de cara a su 70.º aniversario. Con 75 años recién cumplidos «No come prácticamente nada, casi no puede tragar, pasa cerca de veinticuatro horas diarias en la cama y tiene pocos momentos de lucidez. Es hermoso cuando abre los ojos brevemente», dijo su esposa, Uschi Müller. Finalmente Gerd Müller falleció el 15 de agosto de 2021, rodeado de su familia. Fue sepultado en el cementerio Straßlach en Straßlach-Dingharting.

## Palmarés

### Campeonatos nacionales
| Título           | Club          | País     | Año     |
| ---------------- | ------------- | -------- | ------- |
| Copa de Alemania | Bayern Múnich | Alemania | 1965-66 |
| Copa de Alemania | Bayern Múnich | Alemania | 1966-67 |
| Bundesliga       | Bayern Múnich | Alemania | 1968-69 |
| Copa de Alemania | Bayern Múnich | Alemania | 1968-69 |
| Copa de Alemania | Bayern Múnich | Alemania | 1970-71 |
| Bundesliga       | Bayern Múnich | Alemania | 1971-72 |
| Bundesliga       | Bayern Múnich | Alemania | 1972-73 |
| Bundesliga       | Bayern Múnich | Alemania | 1973-74 |

### Campeonatos internacionales
| Título                 | Equipo                | Sede           | Año     |
| ---------------------- | --------------------- | -------------- | ------- |
| Recopa de Europa       | Bayern Múnich         | Núremberg      | 1966-67 |
| Eurocopa               | Selección de Alemania | Bélgica        | 1972    |
| Copa Mundial de Fútbol | Selección de Alemania | Múnich         | 1974    |
| Copa de Europa         | Bayern Múnich         | Bruselas       | 1973-74 |
| Copa de Europa         | Bayern Múnich         | París          | 1974-75 |
| Copa de Europa         | Bayern Múnich         | Glasgow        | 1975-76 |
| Copa Intercontinental  | Bayern Múnich         | Belo Horizonte | 1976    |

### Distinciones individuales
| Distinción                                                     | Año                                               |
| -------------------------------------------------------------- | ------------------------------------------------- |
| Futbolista del Año en Alemania                                 | 1967, 1969                                        |
| XI Ideal de la Bundesliga                                      | 1967, 1969, 1970, 1972, 1973, 1974, 1978          |
| Máximo Goleador de la Bundesliga                               | 1967, 1969, 1970, 1972, 1973, 1974, 1978          |
| Delantero del Año en la Bundesliga                             | 1967, 1969, 1970, 1972, 1973, 1974, 1978          |
| Máximo goleador de la DFB-Pokal                                | 1967, 1969, 1971                                  |
| Balón de Oro                                                   | 1969(3°), 1970(1°), 1972(2°), 1973(3°),           |
| Equipo All-Star de la Copa Mundial de Fútbol                   | 1970                                              |
| Balón de Oro de la Copa Mundial de Fútbol                      | 1970                                              |
| Bota de Oro de la Copa Mundial de Fútbol                       | 1970                                              |
| Bota de Oro                                                    | 1970, 1972                                        |
| Bravo Otto                                                     | 1972(3°), 1973(1°), 1974(1°), 1975(2°), 1976(3°), |
| XI Ideal de la Eurocopa                                        | 1972                                              |
| Bota de Oro de la Eurocopa                                     | 1972                                              |
| Máximo Goleador de la Copa de Europa                           | 1973, 1974, 1975, 1977                            |
| Orden del Mérito de la FIFA                                    | 1998                                              |
| World Soccer: Los 100 mejores futbolistas de todos los tiempos | 1999                                              |
| Mejor Futbolista Europeo del siglo XX por la IFFHS             | 2004(9°)                                          |
| Mejor Futbolista del Mundo del Siglo XX por la IFFHS           | 2004(13°)                                         |
| FIFA 100                                                       | 2004                                              |
| XI Histórico del Bayern Múnich                                 | 2005                                              |
| Golden Foot como Leyenda del Fútbol                            | 2007                                              |
| XI Histórico de Europa por la IFFHS                            | 2021                                              |
| XI Histórico Mundial B por la IFFHS                            | 2021                                              |